# Чак-Ток-Іч'аахк II
Чак-Ток-Іч'аахк II (д/н — 16 січня 378) — останній ахав Мутуля I династії, що володарював у 360—378 роках. Ім'я перекладається як «Велика Примарна Лапа».

## Життєпис
Син ахава К'ініч-Муваахн-Холя I. Про дату народження нічого невідомо. Після смерті батька у 359 році цілий рік не міг влаштувати церемонію інтронізації. Вона відбулася лише в день 8.16.3.10.2, 11 Ік’ 10 Сек (8 серпня 360 року).
Значною подією його правління стало святкування закінчення двадцятиріччя 8.17.0.0.0, 1 Ахав 8 Ч'ен (21 жовтня 376 року) на честь якого була створена стела 39 з Тікаля (її нижню частину археологи знайшли на території комплексу «Загублений світ»). Також Чак-Ток-Іч'аахк II встановив стелу 1 з Коросаль. Крім стел ім'я Чак-Ток-Іч'аахка II присутнє на різьблених і розписних посудинах, кришка одного з них зроблена у формі портрета цього ахава.
На перший період володарювання припадає посилення Мутульського царства, яке стало гегемоном в низинних областях майя. Посиленню потуги Мутуля сприяло встановлення контролю над торговельними шляхами до нагір'я, звідки отримувались корисні копалини, а також з Теотіуаканом.
У 375 або 375 році розпочався конфлікт з Теотіуаканом, причини якої досі невідомі. Спочатку Чак-Ток-Іч'аахк II завдав поразки ворожій армії, захопивши її командуючого. Втім наприкінці 377 року до Петену вдерлася велика теоітуаканське військо на чолі із Сіхйах-К'ахк'ом, на бік якого перейшли численні сусіди Мутуля. Протягом січня військо Чак-Ток-Іч'аахк II зазнало поразки, вже в день 8.17.1.4.12, 11 Еб 15 Мак (16 січня 378 року) вороги захопили столицю царства — Йашмутуль, під час чого загинув мутульський ахав.